# Brug 758
Brug 758 is een kunstwerk in Amsterdam Nieuw-West.
De bouwwerk is gelegen in de Cornelis Lelylaan. Het overspant een voet- en fietstunnel, die in het noordelijk verlengde ligt van de Piet Wiedijkstraat. Het viaduct is 38 meter breed of de tunnel 38 meter lang, afhankelijk het gezichtspunt. De tunnel voorziet in een voetpad van 5 meter en een fietspad van 3,6 meter breed. Op het viaduct is plaatsgemaakt voor twee fietspaden, rijwegen in beide richtingen met een middenberm waarin een trambaan ligt. De lengte van de tunnel gaf problemen bij de daglichtvoorziening; reden waarom ter hoogte van de tramrails lichtdoorvoeren zijn gemaakt.
Het viaduct was voornamelijk aangelegd voor de bereikbaarheid van de tramhalte Piet Wiedijkstraat, die hier vanaf de ingebruikneming van de trambaan op 8 september 1962 heeft gelegen (voor tramlijn 17, sinds 17 oktober 1971 1 en sinds september 1988 ook weer 17). Twee trappen (één voor de richting Osdorp en een voor de richting Centrum) vanaf de onderdoorgang vormden de enige toegang tot deze tramhalte. De tramhalte is in december 2014 wegens bezuinigingsreden opgeheven waarbij de passagiers worden verwezen naar de halte bij Meer en Vaart. In de praktijk gaf de halte voor de doorgaande trams nauwelijks oponthoud omdat vaak kon worden doorgereden. Langs de trambaan zijn nog restanten van plateaus met tegels van de voormalige tramhalte zichtbaar en ook de trappen zijn nog aanwezig.
Het bouwwerk wordt gedragen door 82 betonnen heipalen, waarop de betonnen overspanning is gelegd. De brug is uitgevoerd in de standaardkleuren voor bruggen in najaar 1960 en voorjaar 1961, wit schoonbeton en blauwe stalen leuningen (met 14 600 kg staal). Het patroon van de leuningen is gelijk aan de leuningen van de andere kunstwerken in de Cornelis Lelylaan. Het ontwerp van de kunstwerken kwam van Dirk Sterenberg van de Dienst der Publieke Werken.
Het viaduct werd onbedoeld het laatste bouwkundige kunstwerk in de Cornelis Lelylaan. In de oorspronkelijke plannen was geen rekening gehouden met een trambaan op de Cornelis Lelylaan, het besluit tot de aanleg van de tramlijn naar Osdorp viel pas in 1960. Omdat toen pas met de bouw werd begonnen konden bij dit viaduct de trappen naar de beoogde tramhaltes direct worden aangelegd, dit in tegenstelling tot Brug 705.
In de planning zou de laan verder westwaarts worden doorgetrokken en Meer en Vaart en Geer Ban ongelijkvloers kruisen maar die plannen werden niet gerealiseerd. Mevrouw Didi van 't Hull-Ras, echtgenote van Wethouder Publieke Werken Goos van 't Hull, opende op 14 juli 1962 de Cornelis Lelylaan met al haar bouwwerken.

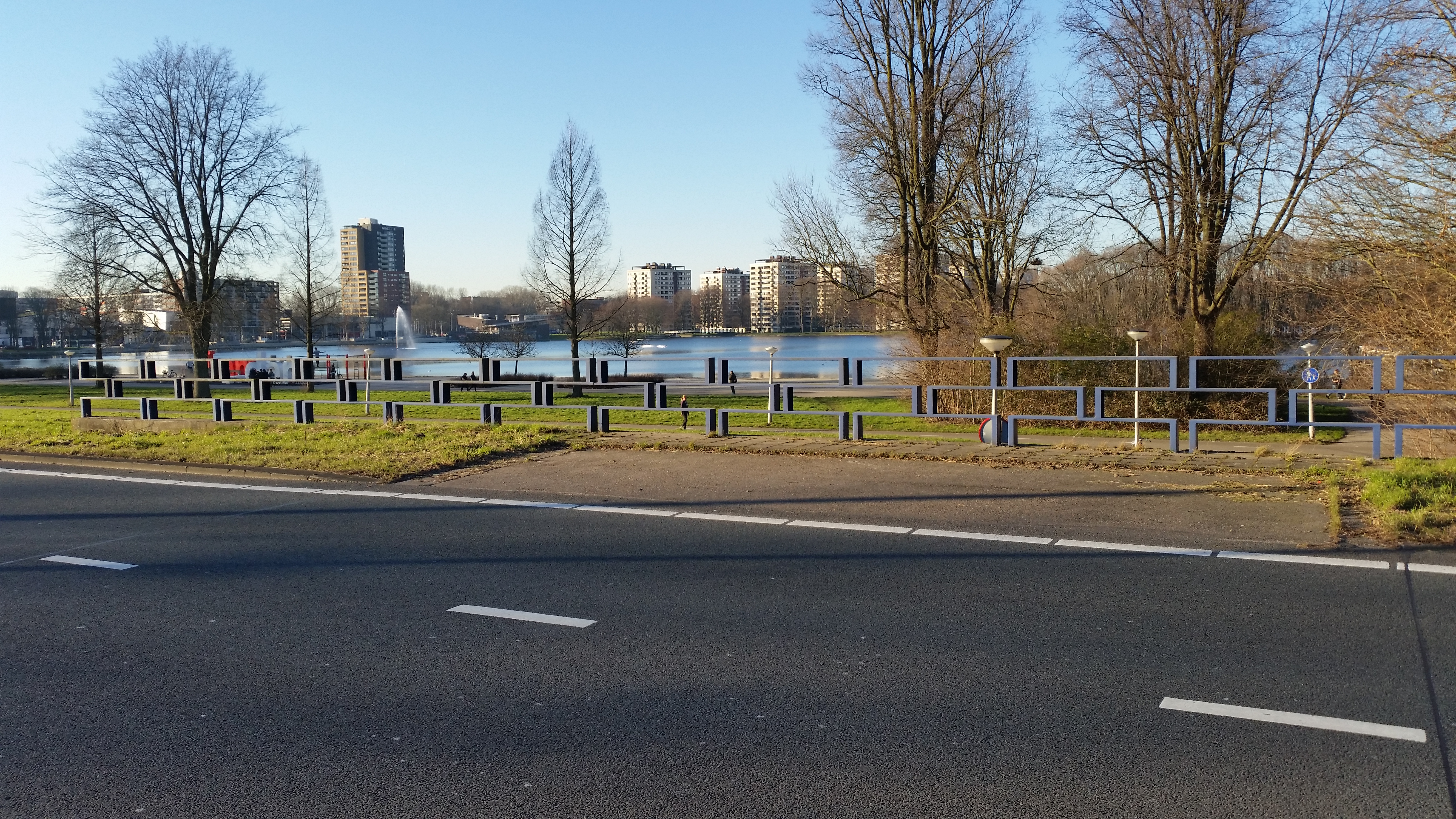
Uitzicht vanaf brug 758 met op de achtergrond de Sloterplas met Torenwijck (februari 2019)

<<< · 700 · 701 · 702 · 703 · 704 · 705 · 706 · 707 · 708 · 709 · 710 · 711 · 712 · 713 · 714 · 715 · 716 · 717 · 718 · 719 · 720 · 721 · 722 · 725 · 726 · 729 · 730-738 · 739 · 740 · 741 · 742 · 743 · 744 · 745 · 746 · 747 · 748 · 749 · 751 · 752 · 753 · 754 · 755 · 756 · 757 · 758 · 759 · 760 · 761 · 762 · 763 · 764 · 765 · 766 · 767 · 768 · 769 · 770 · 771 · 772 · 773 · 775 · 776 · 777 · 778 · 779 · 780 · 781 · 782 · 783 · 784 · 786 · 787 · 788 · 789 · 790 · 791 · 792 · 793 · 794 · 795 · 797 · >>>
Brugnummers  723, 724, 727, 728, 750, 774, 785, 796 (niet gerealiseerde brug over de Slotervaart), 798 en 799 zijn niet vergeven.